# Адольф II де Ла Марк (князь-епископ Льежа)
Адольф де Ла Марк (фр. Adolphe de La Marck, август 1288 года — Клермон-сюр-Мёз, 3 ноября 1344 года) — князь-епископ Льежа (4 апреля 1313 — 3 ноября 1344).
Сын Эберхарда I графа Марка и Ирменгарды, дочери Адольфа VI, графа Берга. Представитель дома Ламарк. Также известен как Адольф II как второй князь-епископ Льежа по имени Адольф, однако этот титул может также относиться его дальнему родственнику второму графу Марка по имени Адольф (ум. 1347 году).

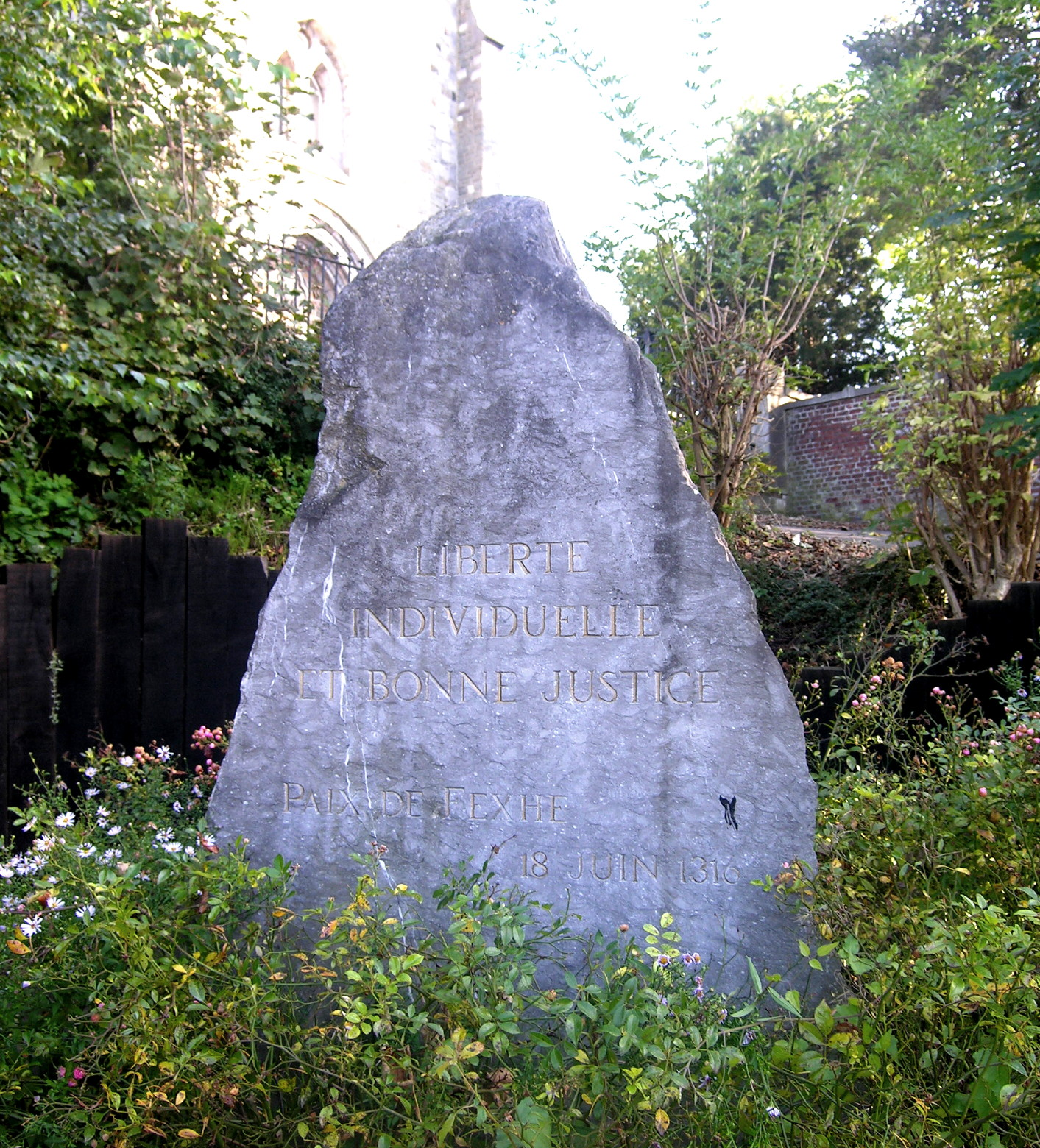
Мемориальный камень в Фекс-лё-О-Клошер (Fexhe-le-Haut-Clocher), где был заключен Фекский мир. Надпись на камне
Личная свобода и справедливый суд (Liberté individuelle et bonne justice)

Адольф де Ла Марк был рукоположён в епископы папой Климентом V. Авторитарное княжение Адольфа де Ла Марка сопровождалось множеством беспорядков. Начало его княжения ознаменовалось беспорядками в Синт-Трёйдене (1314), за которым последовал Фекский мир (17 июня 1316). Основным результатом Фекского мира послужило юридическое признание раздела власти между князем и городами, а также гарантия личной свободы и справедливого суда (то есть, суда эшевенов). Закон мог быть изменён только при согласии князя и представителей трёх сословий. Для истории Льежского региона Фекский мир сыграл роль Великой хартии вольностей в истории Англии.
Подписание Фекского мира не означало конец беспорядков: в 1318 году восстали Юи и Фосе, а затем Сине (1321) и Тонгерен (1323). Кульминацией беспорядков послужил военный союз четырёх крупных городов против князя-епископа: в 1328 году Льеж, Юи, Синт-Трёйден и Тонгерен сражались против князя при Эрбонне (27 мая), Варемме (2 июня) и Хусселте (25 сентября). Несмотря на то, что сражения не принесли военной победы ни одной из сторон, под их влиянием законы были снова изменены. Новые законы, т. н. loi de murmure (1330—1331 год) ещё более ограничивали власть князя. Последовавший за этим период двенадцатилетнего мира между князем и городами был также ознаменован окончанием тридцати восьмилетнего регионального конфликта между Аваном и Вару.
В 1343 году Адольф предпринял попытку вернуться к ситуации до 1330 года, отменив loi de murmure. Смерть Адольфа в 1344 году, однако, не позволила городам и князю дойти до открытого столкновения (это произойдет в следующий раз только при преемнике Адольфа, Энгельберте в 1346 году).